# Plans de partition de la Palestine
Plusieurs plans de partition de la Palestine ont été proposés pour apporter une réponse au conflit entre les mouvements nationalistes arabes et juifs palestiniens.

Carte du plan de partage de la Palestine mandataire de 1947.

Le plus célèbre, connu en tant que Plan de partage de la Palestine, fit l'objet de la Résolution 181, votée par l’Assemblée générale de l’ONU le 30 novembre 1947. Le lendemain du vote, la guerre civile éclate en Palestine mandataire et qui dégénère en guerre inter-étatique au lendemain du départ des Britanniques.
À l'issue de la guerre, les accords d'armistice israélo-arabes de 1949 aboutissent à une ligne de cessez-le-feu qui définit les frontières internationalement reconnues pour Israël mais aucun État palestinien. Le partage de la région continue aujourd'hui à faire l'objet de négociations entre les protagonistes.

## Contexte historique
Dès la fin du XIXe siècle, le mouvement sioniste milite pour l’immigration et l’établissement d’un foyer national juif dans les territoires qui formèrent les anciens Royaumes Bibliques de Juda et d’Israël. À cette époque, ces territoires sont sous le contrôle de l’Empire ottoman et le resteront jusqu’à la fin de la Première Guerre mondiale.
En 1917, les Britanniques en prennent le contrôle et en juillet 1922, la Société des Nations leur en confie officiellement l’administration qu’ils conserveront jusqu’en 1948. Durant cette période, ils vont être les témoins et les acteurs du conflit entre les nationalismes arabe et sioniste.
Plusieurs plans de partage ou d’État national furent proposés pour trouver une issue au conflit.

### Promesses entre parties
Les revendications de chaque partie sur les territoires de la Palestine Mandataire se fondent sur plusieurs justifications. Parmi celles-ci se trouvent en bonne place des promesses faites par les Britanniques.
- la promesse de McMahon au Chérif de la Mecque

En 1915, les Britanniques et les Allemands essaient l’un et l’autre d’amener les Arabes à se joindre à leur cause. Les plans allemands sont compromis par les réticences de leur allié ottoman à apporter un soutien au nationalisme arabe et ce sont finalement les Britanniques qui l’emportent. Un accord est négocié entre le Chérif de la Mecque, le roi Hussein ben Ali, et le Haut Commissaire Britannique d’Égypte, Sir Henri McMahon.
Dans une lettre rédigée le 24 octobre 1915, McMahon promet à Hussein l’indépendance et le contrôle arabes sur l’ensemble des zones qui seront libérées de la mainmise turque « à l’exception des deux districts de Mersina et d’Alexandretta et de portions de la Syrie situées à l’ouest des districts de Damas, Homs, Hama et Alep dont on ne peut affirmer qu’ils sont purement arabes et qui devraient être exclus des limites demandées. ». Rien n’indique clairement que la Palestine ne fait pas partie de cette zone.
- Déclaration Balfour

Dans une lettre ouverte adressée à Lord Lionel Walter Rothschild (1868-1937) et publiée le 2 novembre 1917, le Ministre britannique des Affaires étrangères, Arthur James Balfour lui déclare que "le gouvernement de Sa Majesté envisage favorablement l’établissement en Palestine d’un foyer national pour le peuple juif, et [qu’il] emploiera tous ses efforts pour faciliter la réalisation de cet objectif (…)".
- Accord Fayçal-Weizmann de 1919

En 1919, Fayçal ibn Hussein, fils de Hussein ben Ali, accepte les termes de la Déclaration Balfour à condition toutefois que les Britanniques respectent de leur côté les promesses d’indépendance faite par McMahon, ce qui ne sera pas réalisé puisque les Britanniques et les Français n’accordent pas l’indépendance aux Arabes sur les territoires promis (par exemple à Damas) mais suivent une ligne plus proche d’accords secrets conclus entre eux en 1916 : les accords Sykes-Picot.

### Plans Peel

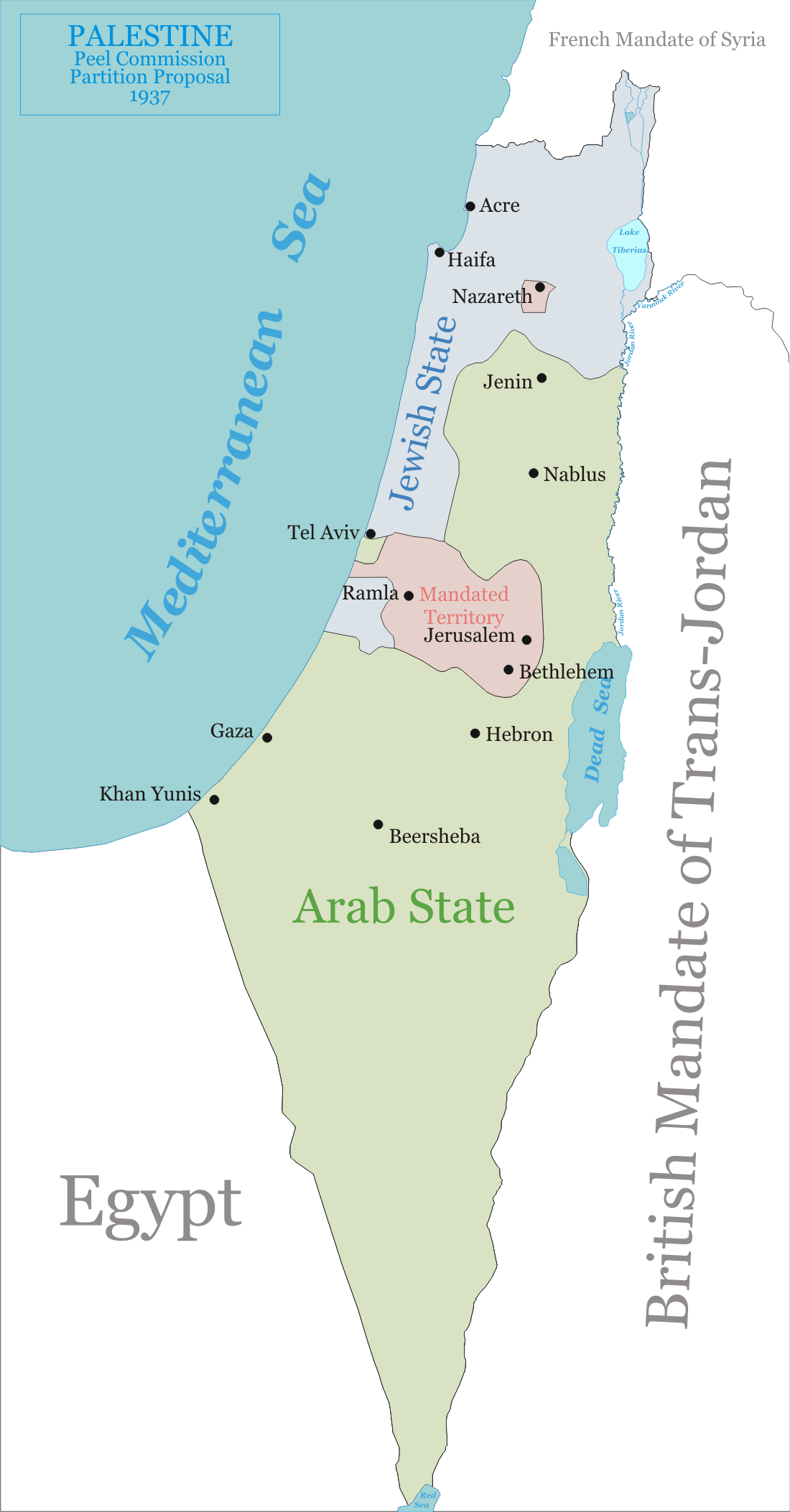
Plan de Partition de la Commission Peel